# الغواصة الفرنسية مورس (1925)
الغواصة الفرنسية مورس  غواصة بنيت للبحرية الفرنسية في منتصف العشرينات. وضعت في في فبراير 1923، في حفل إطلاق في مايو 1925 وكلفت في شهر فبراير عام 1928. في 16 يونيو 1940، ضربت مورس، بقيادة جان جورج تشارلز باريس، لغم وغرقت في نفس حقل الألغام قبالة جزر قرقنة التي غرقت غواصة شقيقة لها Narval قبل ستة أشهر. 